# Trons kapell, Filipstad
Trons kapell är en kyrkobyggnad i Filipstad i Karlstads stift. Kapellet tillhör Filipstads församling.

## Kapellet
Kapellet uppfördes åren 1962 - 1963 efter ritningar av arkitekt Åke Porne och invigdes i början av november
1963. Byggnaden har en stomme av betong och inrymmer ett krematorium samt en begravningslokal för olika typer av begravningar, exempelvis borgerliga och för de som tillhör andra religioner än protestantism. Kapellet vilar på en sockel av granit och dess fasader består av vitputsad betong. Kyrkorummet har ett pulpettak som är belagt med falsad kopparplåt. I övrig har byggnaden platta takfall belagda med papp. Krematoriets skorsten är kopparklädd.

## Inventarier
- Ett altare av kalksten står framför korväggens glasparti. På altaret står två altarljusstakar och ett altarkrucifix tillverkade av skulptör Bertil Berggren, Stockholm.
- Ovanför altaret finns en altarprydnad av krackelerat glas och keramik utfört 1963 av konstnären Vilmund de Meyere, Stockholm.
- Orgeln är tillverkad 1963 av Grönlunds Orgelbyggeri i Gammelstaden, Luleå.
- En flyttbar psalmnummertavla är utförd i fura och spånskiva.
- En stor textil är utförd 1974 av konstnär Kerstin Ekengren, Järvsö.